# Скрученноостник
Скрученноостник, или Французский овсец, или Геликтотрихон, или Овсе́ц (лат. Helictótrichon) — род многолетних травянистых растений семейства Злаки, или Мятликовые (Poaceae).
Научное название рода произошло из греческого, от слов helictos — «скрученный» и trix — «волос», из-за скрученных в нижней части остей нижних цветковых чешуек.

## Ботаническое описание
Многолетние травянистые растения высотой около 1 метра с ползучим подземными побегами (или без таковых), иногда образующие густые дерновины.
Стебли прямостоящие, влагалища в разной степени расщеплённые, без ушек. Листовые пластинки линейные или даже узколинейные, часто щетиновидно вдоль свёрнутые или сложенные, до 12 мм шириной.
Количество хромосом — 7.

## Распространение
Представители рода распространены вне тропиков в значительной части Евразии, в Северной и Южной Африке. В азиатских и африканских тропиках встречается на высокогорьях.

## Значение и применение
Все виды рода являются кормовыми пастбищными растениями невысокого качества, из-за высокой жёсткости листовых пластинок. Выше других ценятся мезофильные высокогорные виды.

## Таксономия
Род по данным Королевских ботанических садов Кью включает 41 вид:, по другим сведениям род объединяет 90 видов.
Виды по данным садов Кью:
- Helictotrichon abietetorum (Ohwi) Ohwi
- Helictotrichon altaicum Tzvelev — Скрученноостник алтайский
- Helictotrichon bosseri Renvoize
- Helictotrichon cantabricum (Lag.) Gervais
- Helictotrichon convolutum (C.Presl) Henrard
- Helictotrichon cycladum (Rech.f. & T.C.Scheff.) Rech.f.
- Helictotrichon decorum (Janka) Henrard
- Helictotrichon delavayi (Hack.) Henrard
- Helictotrichon desertorum (Less.) Pilg. — Скрученноостник пустынный
- Helictotrichon devesae Romero Zarco
- Helictotrichon fedtschenkoi (Hack.) Henrard — Скрученноостник Федченко
- Helictotrichon filifolium (Lag.) Henrard
- Helictotrichon hideoi (Honda) Ohwi
- Helictotrichon hissaricum (Roshev.) Henrard — Скрученноостник гиссарский
- Helictotrichon ×krischae H.Melzer
- Helictotrichon krylovii (Pavlov) Henrard — Скрученноостник Крылова
- Helictotrichon leianthum (Keng) Ohwi
- Helictotrichon macrostachyum (Balansa & Durieu) Henrard
- Helictotrichon mongolicum (Roshev.) Henrard — Скрученноостник монгольский
- Helictotrichon mortonianum (Scribn.) Henrard
- Helictotrichon murcicum Holub
- Helictotrichon parlatorei (J.Woods) Pilg.
- Helictotrichon petzense H.Melzer
- Helictotrichon planifolium (Willk.) Holub
- Helictotrichon polyneurum (Hook.f.) Henrard
- Helictotrichon sajanense (Lomon. ex Enustsch.) Tzvelev — Скрученноостник саянский
- Helictotrichon sangilense Krasnob. — Скрученноостник сангиленский
- Helictotrichon sarracenorum (Gand.) Holub
- Helictotrichon sedenense (Clarion ex DC.) Holub
- Helictotrichon sempervirens (Vill.) Pilg. typus[1] — Скрученноостник вечнозелёный
- Helictotrichon setaceum (Vill.) Henrard
- Helictotrichon sumatrense Ohwi
- Helictotrichon tianschanicum (Roshev.) Henrard — Скрученноостник тяньшаньский
- Helictotrichon tibeticum (Roshev.) Keng f.
- Helictotrichon turcomanicum Czopanov — Скрученноостник туркменский
- Helictotrichon uniyalii Kandwal & B.K.Gupta
- Helictotrichon yunnanense S.Wang & B.S.Sun

Некоторые виды, ранее относимые к этому роду, теперь относятся к родам Avenula (Dumort.) Dumort., Helictochloa Romero Zarco или Trisetopsis Röser & A.Wölk.